# Уляник
45°32′ пн. ш. 17°01′ сх. д. / 45.53° пн. ш. 17.02° сх. д.
Уляник (хорв. Uljanik) — населений пункт у Хорватії, в Б'єловарсько-Білогорській жупанії у складі міста Гарешниця.

## Населення
Населення за даними перепису 2011 року становило 287 осіб.
Динаміка чисельності населення поселення: